# Podgora (gmina Lopare)
Podgora (cyr. Подгора) – wieś w Bośni i Hercegowinie, w Republice Serbskiej, w gminie Lopare. W 2013 roku liczyła 223 mieszkańców.